# British Academy Film Awards 2018

Die Royal Albert Hall, Ort der Veranstaltung in London.

Die 71. Verleihung der British Academy Film Awards fand am 18. Februar 2018 in der Royal Albert Hall in London statt, um die besten Filme des Filmjahrs 2017 zu ehren. Die Filmpreise der British Academy of Film and Television Arts (BAFTA) wurden wie üblich in 23 Kategorien verliehen, hinzu kamen ein Publikumspreis und zwei Ehrenpreise. Nachdem Stephen Fry zwölf Jahre lang Gastgeber der Veranstaltung war, führte erstmals die britische Schauspielerin Joanna Lumley durch den Abend.
Die Nominierungen wurden am 9. Januar 2018 bekanntgegeben. In 12 Kategorien und damit am häufigsten wurde Shape of Water – Das Flüstern des Wassers von Guillermo del Toro für einen BAFTA Award nominiert, darunter für die beste Regie und das beste Drehbuch. Der Film gewann drei Preise, unter anderem für die beste Regie. Die meisten Preise gewann die britisch-US-amerikanische Tragikomödie Three Billboards Outside Ebbing, Missouri von Martin McDonagh. Sie konnte die Jury in den wichtigen Kategorien Bester Film, Bester britischer Film, Bestes Drehbuch und Beste Hauptdarstellerin (für Frances McDormand) überzeugen.
| Film                                      | N  | A |
| ----------------------------------------- | -- | - |
| Shape of Water – Das Flüstern des Wassers | 12 | 3 |
| Die dunkelste Stunde                      | 9  | 2 |
| Three Billboards Outside Ebbing, Missouri | 9  | 5 |
| Blade Runner 2049                         | 8  | 2 |
| Dunkirk                                   | 8  | 1 |
| I, Tonya                                  | 5  | 1 |
| Call Me by Your Name                      | 4  | 1 |
| Der seidene Faden                         | 4  | 1 |
| Film Stars Don’t Die in Liverpool         | 3  | 0 |
| Lady Bird                                 | 3  | 0 |
| Paddington 2                              | 3  | 0 |
| Baby Driver                               | 2  | 1 |
| The Death of Stalin                       | 2  | 0 |
| Get Out                                   | 2  | 0 |
| Lady Macbeth                              | 2  | 0 |
| Die Schöne und das Biest                  | 2  | 0 |
| Star Wars: Die letzten Jedi               | 2  | 0 |

## Preisträger und Nominierungen

### Bester Film
Three Billboards Outside Ebbing, Missouri – Graham Broadbent, Peter Czernin, Martin McDonagh
- Call Me by Your Name – Émilie Georges, Luca Guadagnino, Marco Morabito, Peter Spears
- Die dunkelste Stunde (Darkest Hour)  – Tim Bevan, Lisa Bruce, Eric Fellner, Anthony McCarten, Douglas Urbanski
- Dunkirk – Christopher Nolan, Emma Thomas
- Shape of Water – Das Flüstern des Wassers (The Shape of Water) – Guillermo del Toro, J. Miles Dale

### Bester britischer Film
Three Billboards Outside Ebbing, Missouri – Martin McDonagh, Graham Broadbent, Peter Czernin
- Die dunkelste Stunde (Darkest Hour) – Joe Wright, Tim Bevan, Lisa Bruce, Eric Fellner, Anthony McCarten, Douglas Urbanski
- God’s Own Country – Francis Lee, Manon Ardisson, Jack Tarling
- Lady Macbeth – William Oldroyd, Fodhla Cronin O’Reilly, Alice Birch
- Paddington 2 – Paul King, David Heyman, Simon Farnaby
- The Death of Stalin – Armando Iannucci, Kevin Loader, Laurent Zeitoun, Yann Zenou, Ian Martin, David Schneider

### Beste Regie
Guillermo del Toro – Shape of Water – Das Flüstern des Wassers (The Shape of Water)
- Luca Guadagnino – Call Me by Your Name
- Martin McDonagh – Three Billboards Outside Ebbing, Missouri
- Christopher Nolan – Dunkirk
- Denis Villeneuve – Blade Runner 2049

### Bester Hauptdarsteller
Gary Oldman – Die dunkelste Stunde (Darkest Hour)
- Jamie Bell – Film Stars Don’t Die in Liverpool
- Timothée Chalamet – Call Me by Your Name
- Daniel Day-Lewis – Der seidene Faden (Phantom Thread)
- Daniel Kaluuya – Get Out

### Beste Hauptdarstellerin
Frances McDormand – Three Billboards Outside Ebbing, Missouri
- Annette Bening – Film Stars Don’t Die in Liverpool
- Sally Hawkins – Shape of Water – Das Flüstern des Wassers (The Shape of Water)
- Margot Robbie – I, Tonya
- Saoirse Ronan – Lady Bird

### Bester Nebendarsteller
Sam Rockwell – Three Billboards Outside Ebbing, Missouri
- Willem Dafoe – The Florida Project
- Hugh Grant – Paddington 2
- Woody Harrelson – Three Billboards Outside Ebbing, Missouri
- Christopher Plummer – Alles Geld der Welt (All the Money in the World)

### Beste Nebendarstellerin
Allison Janney – I, Tonya
- Lesley Manville – Der seidene Faden (Phantom Thread)
- Laurie Metcalf – Lady Bird
- Kristin Scott Thomas – Die dunkelste Stunde (Darkest Hour)
- Octavia Spencer – Shape of Water – Das Flüstern des Wassers (The Shape of Water)

### Bestes adaptiertes Drehbuch
James Ivory – Call Me by Your Name
- Simon Farnaby, Paul King – Paddington 2
- Matt Greenhalgh – Film Stars Don’t Die in Liverpool
- Armando Iannucci, Ian Martin, David Schneider – The Death of Stalin
- Aaron Sorkin – Molly’s Game – Alles auf eine Karte (Molly’s Game)

### Bestes Originaldrehbuch
Martin McDonagh – Three Billboards Outside Ebbing, Missouri
- Greta Gerwig – Lady Bird
- Jordan Peele – Get Out
- Steven Rogers – I, Tonya
- Guillermo del Toro, Vanessa Taylor – Shape of Water – Das Flüstern des Wassers (The Shape of Water)

### Beste Kamera
Roger Deakins – Blade Runner 2049
- Ben Davis – Three Billboards Outside Ebbing, Missouri
- Bruno Delbonnel – Die dunkelste Stunde (Darkest Hour)
- Hoyte van Hoytema – Dunkirk
- Dan Laustsen – Shape of Water – Das Flüstern des Wassers (The Shape of Water)

### Bestes Szenenbild
Paul Denham Austerberry, Jeffrey A. Melvin, Shane Vieau – Shape of Water – Das Flüstern des Wassers (The Shape of Water)
- Nathan Crowley, Gary Fettis – Dunkirk
- Dennis Gassner, Alessandra Querzola – Blade Runner 2049
- Sarah Greenwood, Katie Spencer – Die dunkelste Stunde (Darkest Hour)
- Sarah Greenwood, Katie Spencer – Die Schöne und das Biest (Beauty and the Beast)

### Bestes Kostümdesign
Mark Bridges – Der seidene Faden (Phantom Thread)
- Jacqueline Durran – Die dunkelste Stunde (Darkest Hour)
- Jacqueline Durran – Die Schöne und das Biest
- Jennifer Johnson – I, Tonya
- Luis Sequeira – Shape of Water – Das Flüstern des Wassers (The Shape of Water)

### Beste Maske(Best Make-up and Hair)
David Malinowski, Ivana Primorac, Lucy Sibbick, Kazuhiro Tsuji – Die dunkelste Stunde (Darkest Hour)
- Naomi Bakstad, Robert Pandini, Arjen Tuiten – Wunder (Wonder)
- Deborah La Mia Denaver, Adruitha Lee – I, Tonya
- Donald Mowat, Kerry Warn – Blade Runner 2049
- Daniel Phillips – Victoria & Abdul

### Beste Filmmusik
Alexandre Desplat – Shape of Water – Das Flüstern des Wassers (The Shape of Water)
- Jonny Greenwood – Der seidene Faden (Phantom Thread)
- Dario Marianelli – Die dunkelste Stunde (Darkest Hour)
- Benjamin Wallfisch, Hans Zimmer – Blade Runner 2049
- Hans Zimmer – Dunkirk

### Bester Schnitt
Jonathan Amos, Paul Machliss – Baby Driver
- Jon Gregory – Three Billboards Outside Ebbing, Missouri
- Lee Smith – Dunkirk
- Joe Walker – Blade Runner 2049
- Sidney Wolinsky – Shape of Water – Das Flüstern des Wassers (The Shape of Water)

### Bester Ton
Alex Gibson, Richard King, Gregg Landaker, Gary A. Rizzo, Mark Weingarten – Dunkirk
- Ron Bartlett, Theo Green, Doug Hemphill, Mark A. Mangini, Mac Ruth – Blade Runner 2049
- Tim Cavagin, Mary H. Ellis, Dan Morgan, Jeremy Price, Julian Slater – Baby Driver
- Christian Cooke, Nelson Ferreira, Glen Gauthier, Nathan Robitaille, Brad Zoern – Shape of Water – Das Flüstern des Wassers (The Shape of Water)
- Ren Klyce, David Parker, Michael Semanick, Stuart Wilson, Matthew Wood – Star Wars: Die letzten Jedi (Star Wars: The Last Jedi)

### Beste visuelle Effekte
Richard R. Hoover, Paul Lambert, Gerd Nefzer, John Nelson – Blade Runner 2049
- Stephen Aplin, Chris Corbould, Ben Morris, Neal Scanlan – Star Wars: Die letzten Jedi (Star Wars: The Last Jedi)
- Daniel Barrett, Dan Lemmon, Joe Letteri, Joel Whist – Planet der Affen: Survival (War for the Planet of the Apes)
- Dennis Berardi, Trey Harrell, Kevin Scott – Shape of Water – Das Flüstern des Wassers (The Shape of Water)
- Scott Fisher, Andrew Jackson, Paul Corbould, Andrew Lockley – Dunkirk

### Bester Animationsfilm
Coco – Lebendiger als das Leben! (Coco) – Lee Unkrich, Darla K. Anderson
- Loving Vincent – Dorota Kobiela, Hugh Welchman, Ivan Mactaggart
- Mein Leben als Zucchini (Ma vie de Courgette) – Claude Barras, Max Karli

### Bester britischer animierter Kurzfilm
Poles Apart – Paloma Baeza, Ser En Low
- Have Heart – Will Anderson
- Mamoon – Ben Steer

### Bester britischer Kurzfilm
Cowboy Dave – Colin O’Toole, Jonas Mortensen
- Aamir – Vika Evdokimenko, Emma Stone, Oliver Shuster
- A Drowning Man – Mahdi Fleifel, Signe Byrge Sørensen, Patrick Campbell
- Work – Aneil Karia, Scott O’Donnell
- Wren Boys – Harry Lighton, Sorcha Bacon, John Fitzpatrick

### Bester Dokumentarfilm
I Am Not Your Negro – Raoul Peck
- City of Ghosts – Matthew Heineman
- Ikarus – Dan Cogan, Bryan Fogel
- Immer noch eine unbequeme Wahrheit – Unsere Zeit läuft (An Inconvenient Sequel: Truth to Power) – Bonni Cohen, Jon Shenk
- Jane – Brett Morgen, Bryan Burk

### Bester fremdsprachiger Film
Die Taschendiebin (아가씨, Agassi) – Park Chan-wook, Syd Lim
- Elle – Paul Verhoeven, Saïd Ben Saïd
- Loveless (Нелюбовь) – Andrei Swjaginzew, Oleksandr Rodnjanskyj
- The Salesman (فروشنده, Forūšande) – Asghar Farhadi, Alexandre Mallet-Guy
- Der weite Weg der Hoffnung (First They Killed My Father) – Angelina Jolie, Rithy Panh

### Bestes Debüt eines britischen Drehbuchautors, Regisseurs oder Produzenten
Rungano Nyoni (R,D), Emily Morgan (P) – I Am Not a Witch
- Gareth Tunley (R,D,P), Jack Healy Guttman, Tom Meeten (P) – The Ghoul
- Johnny Harris (D,P), Thomas Napper (R) – Jawbone
- Lucy Cohen (R) – Kingdom of Us
- Alice Birch (D), William Oldroyd (R), Fodhla Cronin O’Reilly (P) – Lady Macbeth

## Publikumspreis

### Beste darstellerische Nachwuchsleistung(EE Rising Star Award)
Der EE Rising Star Award ist ein Publikumspreis. Die Nominierungen wurden am 4. Januar 2018 bekanntgegeben. Der Preisträger wurde durch eine telefonische Abstimmung ermittelt.
Daniel Kaluuya
- Timothée Chalamet
- Josh O’Connor
- Florence Pugh
- Tessa Thompson

## Ehrenpreise

### Ehrenpreis (Academy Fellowship)
- Ridley Scott – Britischer Filmregisseur und Produzent

### Herausragender britischer Beitrag zum Kino
(Outstanding British Contribution to Cinema)
- National Film and Television School (NFTS) – Britische Filmhochschule